# Lilia Skala
Lilia Skala, nome d'arte di Lilia Sofer (Vienna, 28 novembre 1896 – Bay Shore, 18 dicembre 1994), è stata un'attrice austriaca.

## Biografia
Nata a Vienna, nel periodo antecedente la seconda guerra mondiale fece parte della compagnia teatrale di Max Reinhardt. All'avvento del nazismo fu costretta a fuggire con il marito, che era di origine ebraica, e i suoi due figli. Dopo un primo tentativo fallito per espatriare nel Regno Unito, nel 1939, in assoluta povertà, riuscì a fuggire con la famiglia negli Stati Uniti. Nel 1952 iniziò la carriera in televisione e recitò a Broadway al fianco di Ethel Merman nel musical Call Me Madam di Irving Berlin, nel ruolo della Granduchessa Sophie, personaggio che interpretò anche nella versione cinematografica dell'opera, Chiamatemi Madame, girata nel 1953.
Ricevette una nomination al premio Oscar alla miglior attrice non protagonista per la sua interpretazione della Madre Superiora Maria ne I gigli del campo (1963), diretto da Ralph Nelson e interpretato da Sidney Poitier. Successivamente apparve in La nave dei folli (1965), I due mondi di Charly (1968), Eleanor and Franklin (1976), Roseland (1977), Flashdance (1983) e La casa dei giochi (1987). Morì nel 1994, all'età di 98 anni. La sua vita è diventata il soggetto per una rappresentazione dal titolo Lilia!, scritta e interpretata dalla nipote Libby Skala.

## Filmografia parziale

### Cinema
- Pensionato di ragazze (Mädchenpensionat), regia di Géza von Bolváry (1936)
- Chiamatemi Madame (Call Me Madam), regia di Walter Lang (1953)
- I gigli del campo (Lilies of the Field), regia di Ralph Nelson (1963)
- La nave dei folli (Ship of Fools), regia di Stanley Kramer (1965)
- Caprice - La cenere che scotta (Caprice), regia di Frank Tashlin (1967)
- I due mondi di Charly (Charly), regia di Ralph Nelson (1968)
- Carrel agente pericoloso (Deadly Hero), regia di Ivan Nagy (1975)
- Eleanor and Franklin, regia di Daniel Petrie (1976)
- Roseland, regia di James Ivory (1977)
- Flashdance, regia di Adrian Lyne (1983)
- La casa dei giochi (House of Games), regia di David Mamet (1987)
- Uomini d'onore (Men of Respect), regia di William Reilly (1990)

### Televisione
- Climax! – serie TV, episodi 1x10-4x03 (1954-1957)
- The Alcoa Hour – serie TV, episodio 1x08 (1956)
- General Electric Theater – serie TV, episodio 4x31 (1956)
- L'ora di Hitchcock (The Alfred Hitchcock Hour) – serie TV, episodio 3x16 (1965)
- Le spie (I Spy) – serie TV, episodio 2x23 (1967)

## Riconoscimenti
- Premio Oscar
  - 1964 – Candidatura alla miglior attrice non protagonista per I gigli del campo

## Doppiatrici italiane
- Lydia Simoneschi in: I gigli del campo
- Wanda Tettoni in: La nave dei folli
- Adriana De Roberto in: I due mondi di Charly
- Gabriella Genta in: Flashdance